# أيروه (أفاتار)
أيروه هو شخصية خيالية من مسلسل الرسوم المتحركة من نكلوديون أفاتار: أسطورة آنج. ابتكر الشخصية مايكل دانتي ديمارتينو وبراين كونيزكو، وأداها صوتيًا ماكو إيواماتسو في الموسمين الأول والثاني ولكن بسبب موت ماكو فقد قام بالأداء الصوتي غريغ بلدوين في الموسم الثالث والمسلسل الثاني أسطورة كورا.
هو جنرال من عشيرة النار - أمة يقوم مواطنوها بتسخير النار - وهو الشقيق الأكبر لزعيم النار أوزاي. مع أنه رافق ابنه شقيقه زوكو في مهمته للإمساك بآنغ حتى يستعيد شرفه والحق الطبيعي للوراثة، أراد أيروه مساعدة زوكو ليصبح شخصًا أفضل من أبيه أوزاي.
في حلقة «حكايات با سنغ ساي»، كُتب اسم أيروه "艾洛" (أي لو) وكانت مخصصة «احتفالاً بذكرى ماكو».

## وصلات خارجية
- أيروه في قاعدة بيانات الأفلام على الإنترنت